# Драгоцено огледало четири елемента
Сијуан Јуђијан (кин: 四元玉鑒, пинјин: Sìyuán Yùjiàn, што значи „Драгоцено огледало четири елемента“) је ремек-дело кинеског математичара Џу Шиђијеа (朱世傑) из периода династије Јуан, написано 1303. године. Књига се првенствено бави успостављањем и решавањем система више (од једне до четири) вишестепене једначине претварањем у једну вишестепену једначину (до 14. степена) путем елиминације. Метода успостављања четворостепених вишестепених једначина и њихове редукције на једну једначину елиминацијом назива се Сијуаншу (四元术, Метода четири елемента).
У методи Сијуаншу постављају се четири непознате (Тјенјуан, Дијуан, Ренјуан, Вујуан – небо, земља, човек, материја) и скуп од четири вишестепене нелинеарне једначине. Затим се елиминише једна непозната из ових система, чиме се добија систем вишестепених полиномских једначина са три непознате; потом се из ова три система са три непознате елиминише друга непозната, чиме се добијају два система вишестепених полиномских једначина са две непознате; следећи корак је елиминација још једне непознате из два система са две непознате, што на крају резултира вишестепеном једначином са само једном непознатом.
Успостављање једначина и механизоване методе за њихово решавање су срж кинеске традиционалне математике. Џанг Цанг у свом делу „Ђиу Џанг Суаншу“ (Девет поглавља о математичкој вештини) објашњава методу елиминације за решавање система линеарних једначина (касније поново откривена као Гаусова елиминациона метода). Ћин Ђиушао у „Математичким поглављима“ (数学九章) из периода династије Сунг развија „Линглонг Каи Фа“ (玲珑开发法) за проналажење корена вишестепених полиномских једначина са једном непознатом. Џу Шиђије је проширио Џанг Цангову методу елиминације на вишестепене нелинеарне полиномске системе, сводећи их на једну вишестепену полиномску једначину, која се онда могла решити методом Линглонг Каи Фа Ћин Ђиушаоа. У погледу успостављања једначина, Џу Шиђије је проширио Тијенјуаншу (天元术, Метода небеског елемента) на вишеструке променљиве. „Сијуан Јуђијан“ обједињује достигнућа Џанг Цангове методе елиминације, Линглонг Каи Фа Ћин Ђиушаоа и Тијенјуаншу методе, представљајући круну кинеске традиционалне математике и доводећи механизоване алгоритме до врхунца.
„Сијуан Јуђијан“ представља претечу и основу; његова метода елиминације за системе полинома са више променљивих постала је једна од основа за методу карактеристичних низова и математичку механизацију академика Ву Венђуна, познату као Вуова елиминациона метода.
Поред тога, „Сијуан Јуђијан“ се бави и темама као што су Дуођишу (垛积术, Метода слагања гомила) – проблеми сумирања и инверзни проблеми виших аритметичких низова као што су троугаоне гомиле, звездасте троугаоне гомиле, четвороугаоне гомиле, конусне гомиле, конусне гомиле са зарубљеним врхом итд. – и Џаочашу (招差术, Метода интерполације).
„Сијуан Јуђијан“ је подељен на уводно поглавље, горњи, средњи и доњи том, са 24 секције и 288 питања, укључујући 232 питања о Тијенјуаншу методи, 36 о методу са две непознате, 13 о методу са три непознате и 7 о методу са четири непознате. Четири питања у уводном поглављу су примери и садрже детаљне кораке решавања, док остала 284 питања садрже само методе без корака решавања. Године 1837, математичар из династије Ћинг, Луо Шилин, допунио је детаљне кораке решавања и објавио „Сијуан Јуђијан Сицао“ (四元玉鑒細草) у три тома.

## Уводно поглавље
{\displaystyle (x+y+z+w)^{2}=x^{2}+y^{2}+z^{2}+w^{2}+2xy+2xz+2xw+2yz+2yw+2zw}
Поставка четири елемента:
x
y 太w
z
Само-множењем се добија:

### Ји Ћи Хун Јуан
Овај одељак објашњава Тијенјуаншу методу.
Сада имамо „Жути квадрат“ (黄方) помножен са „Директним производом“ (直积), што даје 24 корака. Речено је да је збир катете и хипотенузе 9 корака. Питање је колико је Гоу (један крак)?
Одговор: Три корака.
Објашњење: Поставите Тијенјуан (небески елемент) један као Гоу.
Према условима: Жути квадрат помножен са директним производом даје 24 корака.
Жути квадрат: {\displaystyle (a+b-c)}
Директан производ: {\displaystyle ab}
Добија се: {\displaystyle (a+b-c)ab=24}
Осим тога: Збир катете и хипотенузе је девет корака.
{\displaystyle b+c=9}
{\displaystyle x=a} (Поставите Тијенјуан један као Гоу)
Из овога се добија једначина:
     （ {\displaystyle x^{5}-9x^{4}-81x^{3}+729x^{2}=3888}）
 太

Решавањем се добија Гоу = 3.

### Љанг Ји Хуа Јуан
Овај одељак објашњава методу са две непознате.
Сада имамо разлику између квадрата крака и хипотенузе, која је једнака производу крака и Гоуа. Речено је да је збир квадрата Гоуа и разлике хипотенузе једнак производу Гоуа и хипотенузе. Питање је колико је крак (Гу)?
Одговор: Четири корака.
Објашњење: Поставите Тијенјуан један као Гу, Дијуан један као збир Гоуа и хипотенузе.
Заједничким решавањем добијамо:
太
 Тренутна формула: {\displaystyle -2y^{2}-xy^{2}+2xy+2x^{2}y+x^{3}=0};

Такође, према датим условима, добијамо:
太
 Облак формула: {\displaystyle 2y^{2}-xy^{2}+2xy+x^{3}=0};

Из овога следи:
太
 {\displaystyle 8x+4x^{2}=0}

и
太
 {\displaystyle 2x^{2}+x^{3}=0}

Елиминацијом се добија:
 {\displaystyle x^{2}-2x-8=0}

Решавањем се добија {\displaystyle x=4}.

### Сан Цаи Јун Јуан
Овај одељак објашњава методу са три непознате.
Џу Шиђије у одељку „Сан Цаи Јун Јуан“ детаљније објашњава методу сукцесивне елиминације, што је привукло пажњу домаћих и страних научника.
Сада имамо разлику између крака и хипотенузе подељену са збиром хипотенузе, што је једнако директном производу. Речено је да је разлика између Гоуа и крака подељена са збиром разлике хипотенузе једнака Гоуу. Питање је колика је хипотенуза?
Одговор: Пет корака.
Метода: Поставите Тијенјуан један као Гоу, Дијуан један као крак, Ренјуан један као хипотенузу, Вујуан један као отворени број.
Добија се:
太  Тренутна формула {\displaystyle -y-z-y^{2}x-x+xyz=0}

 Облак формула: {\displaystyle -y-z+x-x^{2}+xz=0}

太 Формула три елемента: {\displaystyle y^{2}-z^{2}+x^{2}=0;}

Елиминацијом из формуле три елемента и облак формуле,
Рен-Тјен замена места (Рен хипотенуза --> Тјен Гоу)
добија се:
 太
   Предња формула {\displaystyle -x-2x^{2}+y+y^{2}+xy-xy^{2}+x^{2}y}

и
太
  Задња формула {\displaystyle -2x-2x^{2}+2y-2y^{2}+y^{3}+4xy-2xy^{2}+xy^{2}}

Елиминацијом се добија:

 {\displaystyle x^{4}-6x^{3}+4x^{2}+6x-5=0}

Решавањем се добија {\displaystyle x=5} Тјен Гоу = 5;
Рен-Тјен замена места (Тјен Гоу --> Рен хипотенуза)
добија се хипотенуза = пет корака.

### Си Сјанг Хуи Јуан
Овај одељак објашњава методу са четири непознате.
Сада имамо крак помножен са пет пута разликом, што је једнако квадрату хипотенузе плус производ Гоуа и хипотенузе. Речено је да је Гоу подељен са збиром пет једнак квадрату крака минус производ Гоуа и хипотенузе. Питање је колики је збир жутог квадрата, Гоуа, крака и хипотенузе?
Одговор: Четрнаест корака.
Објашњење: Поставите Тијенјуан један као Гоу, Дијуан један као крак, Ренјуан један као хипотенузу, Вујуан један као отворени број.
Добија се систем од четири једначине:
1： {\displaystyle -2y+x+z=0};
2： {\displaystyle -y^{2}x+4y+2x-x^{2}+4z+xz=0};
3： {\displaystyle x^{2}+y^{2}-z^{2}=0};
4： {\displaystyle 2y-w+2x=0};... Елиминацијом, Ву замењује Тјен.
 {\displaystyle 4x^{2}-7x-686=0}

Решавањем,
Ву замењује Тјен, добија се четрнаест корака.

## Горњи том

### Џидуан Ћиујуан
Осамнаест питања.
Осамнаесто питање:
Сада имамо производ помножен са збиром, минус производ, остатак помножен са равном страницом плус збир, што даје 177.162 корака. Речено је да је збир додатни члан. Четири је додатни квадратни члан, три је горњи линеарни члан, два је доњи линеарни члан, један је угаони члан, трећи корен из овога је као четвртина равне странице. Питање, колико су дужина и равна страница?
Одговор: Равна страница дванаест корака, дужина тридесет корака.
Поставите Тијенјуан један као коренски број, добија се:
{\displaystyle 16x^{10}-64x^{9}+160x^{8}-384x^{7}+512x^{6}-544x^{5}+456x^{4}+126x^{3}+3x^{2}-4x-177162=0}
Решавањем се добија x=3, помножено са четири даје 12, што је равна страница.

### Хунђи Венјуан
Осамнаест питања

### Дуанпи Хујин
Девет питања

### Линсу Хуићиу
Шест питања

### Шанггонг Сјуџу
Седам питања

### Хефен Суојин
Тринаест питања.

## Средњи том

### Жуји Хунхе
Два питања

### Фангјуан Ђиаоцуо
Девет питања

### Санли Ћиујуан
Четрнаест питања
Сада имамо површину равног круга од 49 и 239/314 корака. Питање: Колики је обим по Хуијевој стопи?
Одговор: Двадесет пет корака.
Поставите Тијенјуан један као обим круга по Хуијевој стопи.
Површина круга {\displaystyle A=\pi r^{2}=49+239/314}
Обим круга {\displaystyle x=2\pi r}
Вредност Пи ({\displaystyle \pi }) узета као Хуијева стопа {\displaystyle 3927/1250}
Добија се следећа једначина:
{\displaystyle 25x^{2}-15625=0}
тј. {\displaystyle x=25}.

### Мингђи Јендуан
Двадесет питања

### Гоугу Цеван
Осам питања
Прво питање
Сада имамо правоугаони град, непознате величине, са капијама у средини сваке стране. Јужно од јужне капије, на 240 корака, налази се пагода. Особа излази на западну капију и иде 180 корака док не види пагоду. Затим иде ка југозападном углу града и, након једног лија и 240 корака, стиже тачно до пагоде. Питање: Колике су дужина и ширина града?
Одговор: Дужина један ли и 120 корака, ширина један ли.
Поставите Тијенјуан један као половину дужине града, добија се једначина четвртог степена:
{\displaystyle x^{4}+480x^{3}-270000x^{2}+15552000x+1866240000=0}
Решавањем се добија x=240 корака, дужина града = 2x = 480 корака = 1 ли и 120 корака.
Слично, поставите Тијенјуан један као половину ширине града.
Добија се једначина:
{\displaystyle x^{4}+360x^{3}-270000x^{2}+20736000x+1866240000=0}
Решавањем се добија x=180 корака, ширина града = 360 корака = један ли.
Седмо питање
Сада имамо камп на врху планине, а у подножју литице је извор. Желимо да узмемо воду, али не знамо дубину. Поставимо правоугаони инструмент на планини, тако да је висина (гоу) 4 чија. Гледајући са врха инструмента, извор се види под углом који одговара 6 чија на доњој страници. Поставимо још један исти инструмент изнад првог, на раздаљини од 1 џанга и 6 чија. Гледајући поново, извор се види под углом који одговара 5 чија и 6 цуена на горњој страници. Питање: Колика је дубина литице?
Одговор: Дубина литице је 22 џанга.
Ово питање је исто као проблем „Поглед у дубоку долину“ из дела „Хаидао Суанђинг“ Лију Хуија.
Осмо питање
Сада са планине гледамо на град, али не знамо висину капије. Поставимо правоугаони инструмент на планини, тако да је висина (гоу) 3 чија. Гледајући дијагонално ка врху капије, угао одговара 4 чија и 8 цуена на доњој страници. Гледајући ка дну капије, угао одговара 2 чија и 88/100 цуена на доњој страници. Поставимо још један инструмент изнад првог, на раздаљини од 5 чија. Гледајући са врха новог инструмента, угао ка врху капије одговара 3 чија и 6 цуена на доњој страници, а ка дну капије 2 чија и 4 цуена на горњој страници. Питање: Колика је висина градске капије?
Одговор: Висина капије је 1 џанг.
Ово питање је исто као проблем „Поглед у бистри извор“ из дела „Хаидао Суанђинг“ Лију Хуија.

### Хуовен Гетуан
Дванаест питања

### Ђиаоцао Сингдуан
Седам питања

### Ђиенђи Ђиаоцан
Седам питања

### Бахуан Ђиетијен
Деветнаест питања

### Жусијанг Џаошу
Пет питања.
Пето питање у поглављу „Жусијанг Џаошу“ даје најранију формулу за четворостепену интерполацију на свету.
Сада власти регрутују војнике по кубном принципу. Прва регрутација је на основу квадрата странице 3 чија, свака следећа регрутација повећава страницу за 1 чи, а добијени број је број војника. Сада се регрутује 15 дана, а сваки војник дневно добија 250 вена. Питање: Колико има војника и колико новца се исплаћује? Или питање уназад: Регрутација се врши по кубном принципу...
Одговор: 23.400 војника, 23.462 гуана новца.
Метода: Прво се пронађе горња разлика 27, друга разлика 37, трећа разлика 24, доња разлика 6...
Прво се израчунају горња разлика (прва разлика), друга, трећа и доња (четврта разлика), а затим се помоћу методе четворостепене интерполације (招差术, Џаочашу) добија одговор.
| Број дана | Укупан број регрута | Горња разлика (дневни број регрута) | Друга разлика | Трећа разлика | Доња разлика |
| --------- | ------------------- | ----------------------------------- | ------------- | ------------- | ------------ |
| 1         | 27                  | 27                                  |               |               |              |
| 2         | 91                  | 64                                  | 37            |               |              |
| 3         | 216                 | 125                                 | 61            | 24            |              |
| 4         | 432                 | 216                                 | 91            | 30            | 6            |
| 5         | 775                 | 343                                 | 127           | 36            | 6            |

... Укупан број регрута = {\displaystyle nx+{\frac {n(n-1)}{2\cdot 1}}y+{\frac {n(n-1)(n-2)}{3\cdot 2\cdot 1}}z+{\frac {n(n-1)(n-2)(n-3)}{4\cdot 3\cdot 2\cdot 1}}w}.
Где је x=горња разлика, y=друга разлика, z=трећа разлика, w=доња разлика.

## Доњи том

### Гуодуо Диецанг
Двадесет питања. Ово поглавље разматра троугаоне гомиле, звездасте троугаоне гомиле, четвороугаоне гомиле, конусне гомиле итд.
Прво питање:
Сада имамо троугаону гомилу воћа која вреди 1320 вена. Највиши плод вреди 2 вена, а сваки следећи слој је скупљи за 1 вен. Питање: Колико плодова има на основној страници?
Одговор: Девет.
Метода: Поставите Тијенјуан један као број плодова на основној страници...
Низ троугаоне гомиле: {\displaystyle 1+3+6+10+\dots +{\frac {n(n+1)}{2}}}
Број плодова по страници, од врха ка дну: 1, 2, 3, 4, 5, 6, {\displaystyle \dots }, n.
Вредност сваког плода, од врха ка дну: 2, 3, 4, 5, 6, {\displaystyle \dots }, n+1.
Вредност троугаоне гомиле воћа V је представљена следећим низом:
{\displaystyle V=2+9+24+50+90+147+224+\dots +{\frac {n(n+1)^{2}}{2}}}
Ово је проблем где је познат збир низа, а тражи се n.
Џу Шиђије користи Тијенјуаншу, постављајући Тијенјуан један као број плодова на основној страници (x=n).
Формула за суму коју користи Џу Шиђије: {\displaystyle V={\frac {(3x+5)x(x+1)(x+2)}{2\cdot 3\cdot 4}}}
Сада, за {\displaystyle V=1320}, добија се:
{\displaystyle 3x^{4}+14x^{3}+21x^{2}+10x-31680=0}
Решавањем се добија {\displaystyle x=n=9}.
{\displaystyle V=2+9+24+50+90+147+224+324+450=1320}.

### Суотао Тунронг
Деветнаест питања

### Фангченг Џенгфу
Осам питања

### Цафан Леихуи
Тринаест питања

### Љангји Хеџе
Дванаест питања. Користи Тијен и Ди (небо и земља) као две непознате.

### Цуојоу Фенгјуан
Двадесет и једно питање. Користи Тијен и Ди.

### Санцаи Бјентонг
Једанаест питања. Користи Тијен, Ди, и Рен (небо, земља, човек) као три непознате.

### Сисијанг Чаојуан
Шест питања. Користи Тијен, Ди, Рен, и Ву (небо, земља, човек, материја) као четири непознате.
Друго питање:
Сада имамо збир разлике хипотенузе и крака као 3/8 квадрата крака. Такође, разлика хипотенузе и крака је као 1/4 квадрата збира Гоуа и хипотенузе. Питање: Колики је збир две хипотенузе, четири Гоуа и два крака?
Одговор: Тридесет корака.
Поставите Тијенјуан један као Гоу, Дијуан један као крак, Ренјуан један као хипотенузу, Вујуан један као отворени број.
Добија се:
{\displaystyle -3y^{2}+8y-8x+8z=0}
{\displaystyle 4y^{2}-8xy+3x^{2}-8yz+6xz+3z^{2}=0}
{\displaystyle y^{2}+x^{2}-z^{2}=0}
{\displaystyle 2y+4x+2z-w=0}

## Издања
1. Ванг Сјуенлингов препис, 1819.
2. Шен Ћинпеијево издање са коментарима, 1822.
3. Хе Јуенсијево штампано издање, 1822.
4. Луо Шилиново издање са коментарима, 1837.
5. Даи Сјуов препис са коментарима, 1845.
6. Џигутанг издање, 1891.
7. Хонгбаоџаи каменотисак, 1895.
8. Wan you wen ku: Џу Шиђије, коментари Луо Шилина, „Сијуан Јуђијан Сицао“ у три тома (према издању Луо Шилина из 1839), 1937.
9. Збирка античке математике, фотокопија, 1994.
10. Чуанши Цангшу издање, 1996.
11. Велика кинеска библиотека: „Сијуан Јуђијан“ (Jade Mirror of the Four Unknowns), двојезично кинеско-енглеско издање, два тома. Превод Гуо Шучун, енглески превод Чен Цаичун, приредио Гуо Ђинхаи, Образовно издаваштво Лиаонинг, 2006.
12. Ли Џаохуа, корекција: „Сијуан Јуђијан“, Издавачка кућа наука, 2007.